# Västlandet
| År   | Invånarantal | Andel av befolkningen |
| 1920 | 10 167       | 10,77%                |
| 1930 | 9 636        | 8,87%                 |
| 1940 | 9 927        | 8,17%                 |
| 1950 | 10 065       | 6,98%                 |
| 1960 | 11 973       | 6,68%                 |
| 1970 | 13 205       | 6,45%                 |
| 1980 | 14 884       | 6,44%                 |
| 1990 | 14 537       | 5,64%                 |
| 2000 | 14 263       | 5,01%                 |
| 2010 | 15 370       | 4,84%                 |

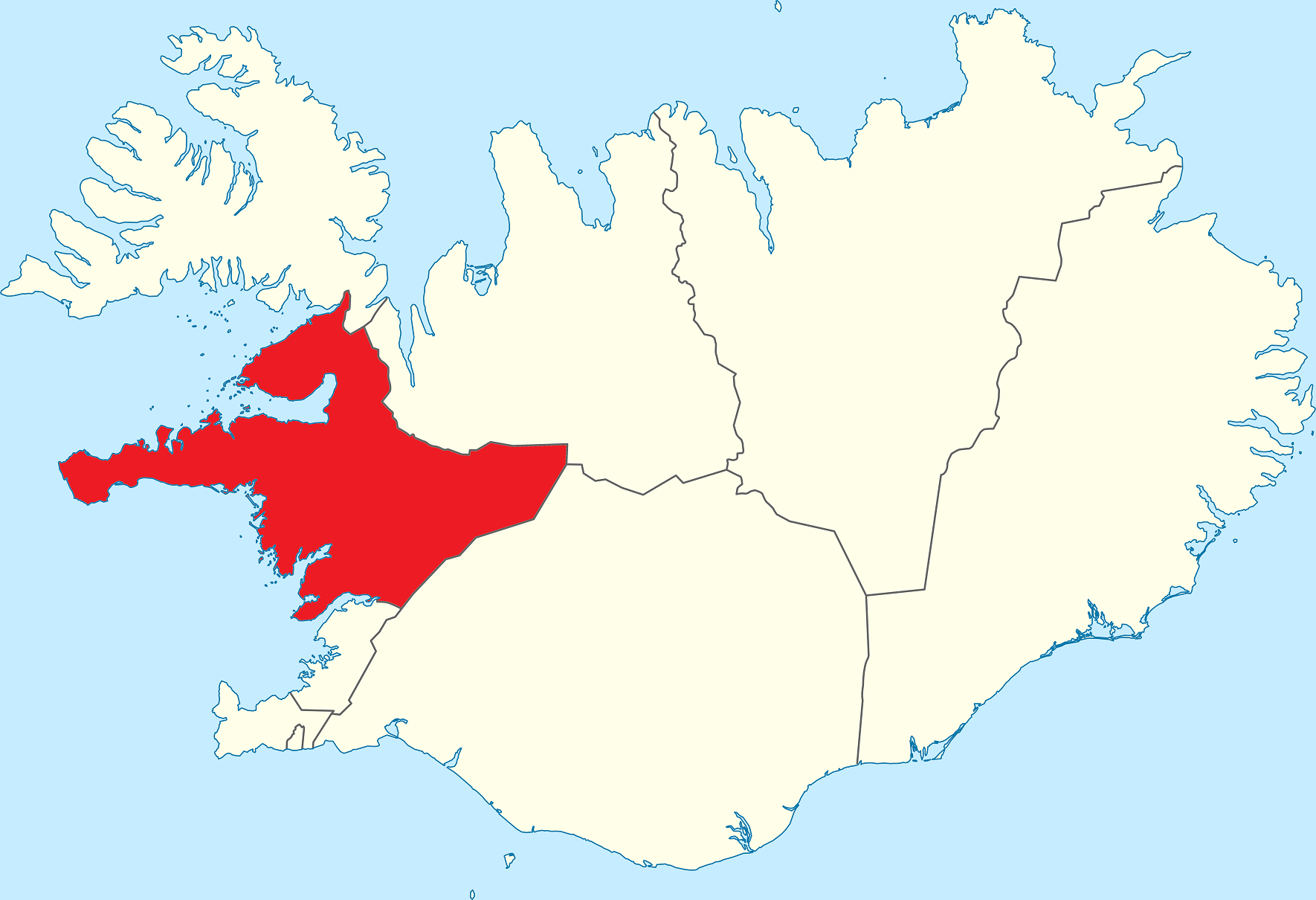
Lägeskarta över Västlandet.

Västlandet (isländska: Vesturland) är en av Islands åtta regioner (landsvæði).

## Geografi

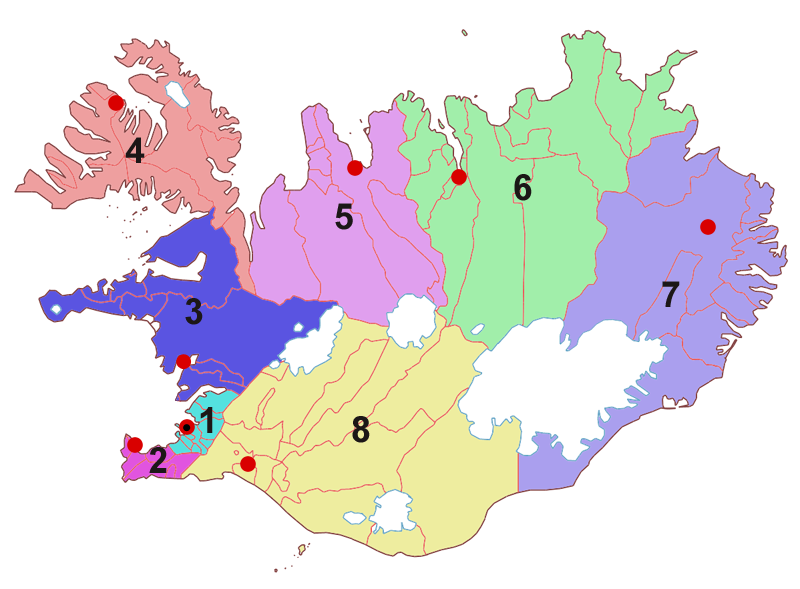
Översiktskarta, Västlandet = nr 3

Västlandet ligger i landets västra mellersta del och har en area av cirka 9 554 km².
Befolkningen uppgår till cirka 15 500 invånare. Huvudorten är Borgarnes och den största orten är Akranes.

## Indelning
Regionen är indelad i 10 kommuner:
- Akraneskaupstaður
- Borgarbyggð
- Dalabyggð
- Eyja- og Miklaholtshreppur
- Grundarfjarðarbær
- Helgafellssveit
- Hvalfjarðarsveit
- Snæfellsbær
- Skorradalshreppur
- Stykkishólmsbær

## Historia
År 1900 under Danmarks styre var Island indelad i 3 amt (län) Norð (Nord), Vest (Väst) och Suð (Syd).
Sedan indelades landet i 4 fjärdingar: Västfjordfjärdingen (Vestfirðingafjórðungur), Norra fjärdingen (Norðlendingafjórðungur), Östfjordfjärdingen (Austfirðingafjórðungur) och Södra fjärdingen (Sunnlendingafjórðungur).
Senare kom indelningen att gälla regioner. 1937 ökades antalet regioner till fem, 1945 till sju och 1960 till åtta regioner.
Före 2003 utgjorde regionerna även landets valkretsar, innan man ändrade valkretsarnas gränser för att öka balansen vid val.
Idag används regionerna främst av statistiska skäl. Även landets postnummer följer regionerna med ett fåtal undantag.